# 生态文明
生态文明是人們提出的人类文明发展的一个階段，即工业文明之后的文明形态，也是人与自然和谐发展的状态。這包括人对动物、植物的善待；对空气、水资源等无生命之物的爱惜、节约的态度。

## 历史
1984年，中华人民共和国农业经济学家叶谦吉提出了生态文明這個概念，也有說法表示這一概念是同年的蘇聯專家提出。1995年，生態文明這一詞第一次以專業術語的身份出現在英文文獻中。2007年，中共十七大报告提出要建设生态文明，之後生态文明成为中國大陸许多学科研究的热门课题。2012年，中国共产党将生态文明建设写入中国共产党党章以及中华人民共和国国民经济和社会发展五年规划。  2014年4月，国际生态安全合作组织与联合国文明联盟宣布合作成立「联合国文明联盟生态文明委员会」。